# European Air Charter
European Air Charter – bułgarska czarterowa linia lotnicza z siedzibą w Sofii. Główną bazą przewoźnika jest port lotniczy Sofia.
Została założona w grudniu 2000 pod nazwą Bulgarian Air Charter. 19 kwietnia 2021 linia przeszła rebranding zmieniając nazwę na European Air Charter. 

## Flota
Według stanu na maj 2025 flota European Air Charter składała się z 10 samolotów o średnim wieku 28,5 lat:
| Samolot         | Samolot | Samolot   | Liczba miejsc | Liczba miejsc | Uwagi |
| Model           | Aktywne | Zamówione | E             | Łącznie       | Uwagi |
| --------------- | ------- | --------- | ------------- | ------------- | ----- |
| Airbus A320-200 | 10      | -         | 180           | 180           |       |
| Łącznie         | 10      | 0         |               |               |       |